# ジェス・フランコ
ジェス・フランコ（Jess Franco）ことヘスス・フランコ・マネーラ（Jesús Franco Manera、1930年5月12日 - 2013年4月2日）は、スペイン・マラガ出身の映画監督・撮影監督・脚本家・映画プロデューサーである。
猟奇的でかつエロティックな、いわゆるB級作品を得意とした。主にイタリア、西ドイツ、本国スペインにおいて、一貫して猟奇エロや残酷風なポルノまがいの映画を撮り続けた。

## 経歴
2008年にはゴヤ賞功労賞を受賞した。
2013年4月2日には心臓発作で死去した。

## 別名
- A・L・マリオー
- クリフォード・ブラウン
- ジョーン・ヴィンセント
- デヴィッド・キューヌ
- ジェス・フランコ・マネラ

## フィルモグラフィ
- 「怪人フー・マンチュー～女奴隷の復讐」(The Blood of Fu Manchu、1968)
- 「続・女奴隷の復讐」(The Castle of Fu Manchu、1969)
- 美女の皮をはぐ男（1962）
- ジキル博士と殺人ロボット（1964）
- 濡れた恍惚（1968）
- ドラキュラ／吸血のデアボリカ（1970）
- 悪夢の死霊軍団／バージン・ゾンビ（1971）
- 三大怪人・史上最大の決戦（1972）
- 吸血処女イレーナ～鮮血のエクスタシー（Female Vampire、1973）

別題：La comtesse aux seins nus、Les avaleuses、La comtesse noire
出演：リナ・ロメイ、アリス・アルノー、ジャック・テイラー、モニカ・スウィン
- 女体拷問人グレタ（1977）
- ザ・サディスト（1980）
- ブラディ・ムーン／血ぬられた女子寮（1981）
- フェイスレス（1988）
- 恍惚の悪魔アカサヴァ
- シー・キルド・イン・エクスタシー
- アンダーブラッディ
- 柔肌
- 女体調教人ヴードゥー
- 女体調教人ドリアナ・グレイ
- 女体調教人リタ
- 女体拷問人アマゾネス
- 女体拷問人アマゾネス2
- 女体拷問収容所ラブ・キャンプ
- 伯爵夫人のメイド
- レッドリップスお色気旋風
- マリア/尼僧の匂ひ
- 悪徳の快楽
- マルキ・ド・サドのジュスティーヌ
- ヴァージン・レポート
- X-312　フライト・トゥ・ヘル
- サドマニア
- ヴァンピロス・レスボス
- デモニアック　鮮血のエクソシスト
- バージン・ゾンビ
- リンダ